# 마이오스타틴
마이오스타틴(Myostatin) 또는 미오스타틴(성장 분화 인자 8, GDF8로 약칭)은 인간에서 MSTN 유전자에 의해 변환되는 단백질이다. 미오스타틴은 근세포에서 생성 및 방출되며 근육 세포에 작용하여 근육 성장을 억제하는 미오카인이다. 미오스타틴은 TGF 베타 단백질 계열의 구성원인 분비된 성장 분화 인자이다.
미오스타틴은 혈류로 방출되기 전에 골격근에서 조립되어 생성된다. 미오스타틴의 효과에 관한 대부분의 데이터는 쥐를 대상으로 한 연구에서 나온 것이다.
미오스타틴이 부족하거나 미오스타틴의 활동을 차단하는 물질로 치료받은 동물의 근육량은 훨씬 더 많다. 게다가 미오스타틴 유전자의 두 사본 모두에 돌연변이가 있는 사람은 정상보다 훨씬 더 많은 근육량을 가지며 더 강한다. 미오스타틴에 대한 연구가 근디스트로피와 같은 근육 소모성 질환 치료에 치료적으로 적용될 수 있다는 희망이 있다.

## 같이 보기
- 근디스트로피
- 근비대
- 괴력